# Doreen Hall
Doreen Hall (geboren als Doreen Foy; * 24. Mai 1921 in Warrenpoint, County Down, Nordirland; † 19. Januar 2025 in Toronto) war eine kanadische Geigerin und Musikpädagogin.

## Leben
Hall wuchs in Listowel, in der Nähe von Kitchener, Ontario, auf. Sie hatte ersten Violinunterricht bei ihrem Vater, den sie am Konservatorium von Ontario bei Elie Spivak fortsetzte und unterrichtete von 1942 bis 1945 Violine am Alma College in St. Thomas/Ontario. Von 1951 bis 1951 leitete sie das Streicherdepartment an der Mount Allison University. Daneben trat sie in den 1940er Jahren als Geigerin in Konzerten und Radioproduktionen der CBC auf.
Von 1951 bis 1954 setzte sie ihre Ausbildung am Konservatorium von Toronto fort und studierte 1954–55 in Salzburg bei Carl Orff und Gunild Keetman. Nach ihrer Rückkehr nach Kanada führte sie am Konservatorium von Toronto das Orff-Schulwerk ein. Außerdem spielte sie 1955–56 Geige im Hart House Orchestra. Ab 1956 unterrichtete sie an der Universität Toronto elementare Musikerziehung und initiierte 1957 die Sommerkurse Music for Children - Carl Orff. 1962 unterrichtete sie am Mozarteum in Salzburg, und danach gab sie an den großen Universitäten Nordamerikas Kurse für Musikpädagogen.
Mit Arnold Walter erarbeitete Hall die fünfbändige Publikation Music for Children - Carl Orff, die erste englischsprachige Adaption von Musik für Kinder von Orff und Keetman. 1965 war sie Beraterin der dreiteiligen Schulfunkreihe Living through Music der CDB, die 1966 mit dem Ohio State Award ausgezeichnet wurde. Bei der Expo 67 präsentierte sie Music for Children mit Schülern der St. George's School aus Toronto. Im gleichen Jahr moderierte sie bei der CBC die Radioserie Music of Today - Music in Education. 
1974 gründete Hall die Orff-Schulwerk Society of Canada (später Music for Children - Carl Orff, Canada - Musique pour Enfants), deren Ehrenpatronin sie später wurde. Von 1975 bis 1978 war sie Herausgeberin des zweijährlich erscheinenden Newsletters Music for Children/Carl Orff Canada/Musique pour enfants (ab 1982 als Ostinato fortgesetzt). 1977 erhielt sie den Verdienstpreis der American Orff-Schulwerk Association. 1986 ging sie als emeritierte Professorin der Universität Toronto in den Ruhestand.
1989 erhielt Hall die Canadian Music Council Medal, 1990 die Medaille Pro Merito der Carl-Orff-Stiftung und 2002 den Distinguished Service Award der musikpädagogischen Fakultät der Universität Toronto. 2008 wurde sie Member des Order of Canada. Ein Komitee der American Orff-Schulwerk Association  und von Carl Orff Canada zeichnete sie 2009 mit dem North American Alliance Award of Recognition aus.

## Schriften
- mit Arnold Walter: Music for Children - Carl Orff, 1956–61
- "Music for Children" Orff-Schulwerk Teachers' Manual, 1960
- Nursery Rhymes and Songs, 1961
- Singing Games and Songs, 1963
- Canons and Rounds, 1981